# Eugenio Castellotti
Eugenio Castellotti (Lodi, 10 ottobre 1930 – Modena, 14 marzo 1957) è stato un pilota automobilistico italiano.
Nella sua carriera si distinse particolarmente nelle gare di durata, ottenendo la vittoria nel 1956 sia alla Mille Miglia che alla 12 Ore di Sebring (nel secondo caso in coppia con Juan Manuel Fangio). Prese parte anche ad alcuni campionati di Formula 1, correndo per Lancia e Ferrari, in cui giunse per due volte al secondo posto in gara e conquistò una pole position.
Pilota aggressivo e veloce, era considerato l'erede di Alberto Ascari. Molto ben voluto dalla stampa italiana e da Enzo Ferrari, morì il 14 marzo 1957 durante una sessione di prove private sull'Aerautodromo di Modena.

## Carriera

### Gli inizi
Castellotti proveniva da una famiglia di ricchi proprietari terrieri.
Era figlio di un ricco possidente di Lodi e di Angela, giovane cameriera a servizio nella casa della famiglia. Trattandosi di una relazione extraconiugale, fu registrato inizialmente come Eugenio Clerici, poi venne riconosciuto dal padre a 9 anni. Il padre era appassionato di auto da corsa, ma non vedeva di buon occhio l'interesse del figlio per le gare automobilistiche.
La morte del genitore, nel 1950, lo rese erede universale di una enorme ricchezza e consentì dunque a Castellotti di iniziare la propria carriera, comprando una Ferrari 166 MM. Con questa vettura prese parte a vari eventi nei due anni successivi, giungendo anche sesto alla Mille Miglia del 1951. L'anno seguente cominciò a diversificare i suoi impegni prendendo parte anche a gare a ruote scoperte di Formula 2 ed ottenne le sue prime vittorie, tra cui la Coppa d'Oro di Sicilia e il Gran Premio del Portogallo nell'edizione per vetture sport. Lo stesso anno conobbe a Monza, durante il Gran Premio d'Italia, Alberto Ascari che ebbe poi un ruolo fondamentale nel prosieguo della sua carriera e di cui divenne grande amico. Un secondo posto ottenuto alla Mille Miglia, poi, gli permise di ottenere un contratto con la Lancia per disputare la Carrera Panamericana del 1953. Nell'appuntamento sudamericano il pilota italiano si mise in evidenza concludendo al terzo posto, preceduto da Juan Manuel Fangio e Piero Taruffi, suoi compagni di squadra.

### Formula 1 e successi con vetture sport

#### Il passaggio alla Lancia e la morte di Ascari
Visti i buoni risultati Ascari riuscì a procurargli un contratto con la Lancia, che lo inserì nel programma per debuttare in Formula 1 nella stagione 1954. La progettazione e la messa a punto della Lancia D50 si rivelò, però, più lunga del previsto e il debutto avvenne solo nel 1955. Ottenne quindi un secondo posto a Monaco, ma la morte di Ascari, avvenuta meno di una settimana dopo, portò la casa torinese alla decisione di ritirarsi dal mondiale. A Castellotti venne concesso da Gianni Lancia di correre il Gran Premio del Belgio con una delle D50 e l'italiano ottenne la sua unica pole position in carriera su un circuito a lui sconosciuto. In gara fu però costretto al ritiro mentre occupava la terza posizione dietro le due Mercedes di Fangio e Moss. Dopo la gara di Spa passò dunque alla Ferrari, con cui disputò gli ultimi appuntamenti della stagione. Dopo un quinto posto in Olanda e un sesto in Gran Bretagna, per la gara di Monza il team di Maranello portò al debutto per la prima volta le D50 donate da Gianni Lancia, ma le monoposto evidenziarono diversi problemi durante le prove. Castellotti, pur di correre con le più potenti vetture torinesi si dichiarò disposto a firmare una dichiarazione di responsabilità, ma Enzo Ferrari glielo negò. Nonostante ciò riuscì a raggiungere al terzo posto, dietro Fangio e Taruffi e chiuse quindi il campionato piloti in terza posizione con dodici punti ottenuti.

#### Gli anni in Ferrari

La vettura di Eugenio Castellotti dopo lo schianto a Modena.

Per il 1956 Castellotti ebbe l'occasione di dedicarsi sia a gare con vetture sport, vincendo la Mille Miglia e la 12 Ore di Sebring, che alla Formula 1. La stagione nella massima serie automobilistica, nonostante le buone prestazioni fornite in prova, in gara fu spesso costretto al ritiro. Al Gran Premio di Francia ebbe l'occasione di vincere la gara, ma Eraldo Sculati, direttore tecnico della squadra, gli impose di far passare Peter Collins, meglio piazzato in classifica, costringendolo quindi a concludere al secondo posto.
Nel marzo 1957, mentre si trovava a Firenze, venne richiamato da Enzo Ferrari per effettuare delle prove sull'aerautodromo di Modena e strappare a Jean Behra il record del circuito. Mentre Castellotti si apprestava ad affrontare una curva presso il rettilineo delle Tribunette, perse il controllo della vettura e si schiantò a circa 200 km all'ora. Il pilota morì sul colpo, ma le cause dell'incidente non furono mai completamente chiarite. Varie furono le ipotesi formulate, tra cui la presunta stanchezza di Castellotti, che viaggiava spesso tra Modena e Firenze, dove la fidanzata Delia Scala teneva uno spettacolo teatrale, o un cedimento improvviso dell'albero della trasmissione della sua monoposto. La notizia venne accolta con grande sconforto nel mondo dell'automobilismo e ai suoi funerali, svoltisi il 16 marzo, parteciparono pressoché tutti i suoi colleghi.

Castellotti è stato inumato nella tomba di famiglia nel Cimitero maggiore di Lodi.

## Risultati

### Formula 1
| 1955 | Scuderia       | Vettura           |     |   |  |     |   |   |   |  |  | Punti | Pos. |
| ---- | -------------- | ----------------- | --- | - |  | --- | - | - | - |  |  | ----- | ---- |
| 1955 | Lancia Ferrari | D50 625 F1 555 F1 | Rit | 2 |  | Rit | 5 | 6 | 3 |  |  | 12    | 3º   |

| 1956 | Scuderia | Vettura |     |   |  |     |   |    |     |   |  | Punti | Pos. |
| ---- | -------- | ------- | --- | - |  | --- | - | -- | --- | - |  | ----- | ---- |
| 1956 | Ferrari  | D50     | Rit | 4 |  | Rit | 2 | 10 | Rit | 8 |  | 7,5   | 6º   |

| 1957 | Scuderia | Vettura |     |  |  |  |  |  |  |  |  | Punti | Pos. |
| ---- | -------- | ------- | --- |  |  |  |  |  |  |  |  | ----- | ---- |
| 1957 | Ferrari  | 801     | Rit |  |  |  |  |  |  |  |  | 0     |      |

| Legenda | 1º posto     | 2º posto | 3º posto    | A punti         | Senza punti/Non class.  | Grassetto – Pole position Corsivo – Giro più veloce |
| Legenda | Squalificato | Ritirato | Non partito | Non qualificato | Solo prove/Terzo pilota | Grassetto – Pole position Corsivo – Giro più veloce |

### Gare extra campionato
| Anno    | Vettura | 1       | 2       | 3       |
| ------- | ------- | ------- | ------- | ------- |
| 1955    | Lancia  | VAL 4   | PAU 2   | OUT 7   |
| 1956    | Lancia  | BUA Rit | SIR Rit | NAP Rit |
| 1957    | Lancia  | BUA 5   |         |         |
| Legenda |         |         |         |         |

### Sportprototipi

#### Campionato mondiale vetture sport
| 1953 | Scuderia              | Vettura                                        | Stati Uniti (bandiera) | Italia (bandiera)      | Francia (bandiera) | Belgio (bandiera)         | Germania Ovest (bandiera) | Regno Unito (bandiera) | Messico (bandiera)   |
| ---- | --------------------- | ---------------------------------------------- | ---------------------- | ---------------------- | ------------------ | ------------------------- | ------------------------- | ---------------------- | -------------------- |
| 1953 | Eugenio Castellotti   | Ferrari 340 Mexico                             |                        | Rit                    |                    |                           |                           |                        |                      |
| 1953 | Scuderia Lancia       | Lancia D20 Lancia D23                          |                        |                        |                    |                           | Rit                       |                        | 3                    |
| 1954 | Scuderia              | Vettura                                        | Argentina (bandiera)   | Stati Uniti (bandiera) | Italia (bandiera)  | Francia (bandiera)        | Regno Unito (bandiera)    | Messico (bandiera)     |                      |
| 1954 | Scuderia Lancia       | Lancia D24                                     |                        | Rit                    | Rit                |                           | 3                         |                        |                      |
| 1955 | Scuderia              | Vettura                                        | Argentina (bandiera)   | Stati Uniti (bandiera) | Italia (bandiera)  | Francia (bandiera)        | Regno Unito (bandiera)    | Italia (bandiera)      |                      |
| 1955 |                       | Ferrari 121 LM                                 |                        |                        | Rit                |                           |                           |                        |                      |
| 1955 | Scuderia Ferrari      | Ferrari 857 S Ferrari 860 Monza                |                        |                        |                    | Rit                       | 6                         | 3                      |                      |
| 1956 | Scuderia              | Vettura                                        | Argentina (bandiera)   | Stati Uniti (bandiera) | Italia (bandiera)  | Germania Ovest (bandiera) | Svezia (bandiera)         |                        |                      |
| 1956 | Scuderia Ferrari      | Ferrari 410 S Ferrari 860 Monza Ferrari 290 MM | Rit                    | 1                      | 1                  | 2                         | Rit                       |                        |                      |
| 1957 | Scuderia              | Vettura                                        | Argentina (bandiera)   | Stati Uniti (bandiera) | Italia (bandiera)  | Germania Ovest (bandiera) | Francia (bandiera)        | Svezia (bandiera)      | Venezuela (bandiera) |
| 1957 | Scuderia Temple Buell | Ferrari 290 MM                                 | 1                      |                        |                    |                           |                           |                        |                      |

#### 24 Ore di Le Mans
| Anno | Classe | N° | Gomme | Vettura                        | Squadra          | Co-piloti      | Giri | Pos. Assol. | Pos. di Classe |
| ---- | ------ | -- | ----- | ------------------------------ | ---------------- | -------------- | ---- | ----------- | -------------- |
| 1955 | S 5.0  | 20 | E     | Ferrari 121 LM Ferrari 4.4L I6 | Scuderia Ferrari | Paolo Marzotto | 52   | Rit         | Rit            |

#### 12 Ore di Sebring
| Anno    | Scuderia         | Costruttore | Vettura           | Numero | Categoria | Classe | Co-Pilota          | Giri | Risultato assoluto | Risultato di classe |
| ------- | ---------------- | ----------- | ----------------- | ------ | --------- | ------ | ------------------ | ---- | ------------------ | ------------------- |
| 1954    | Scuderia Lancia  | Lancia      | Lancia D24        | 36     | Sport     | S 5.0  | Juan Manuel Fangio | 51   | Rit                | Rit                 |
| 1956    | Scuderia Ferrari | Ferrari     | Ferrari 860 Monza | 17     | Sport     | S 5.0  | Juan Manuel Fangio | 194  | 1º                 | 1º                  |
| Legenda |                  |             |                   |        |           |        |                    |      |                    |                     |

#### 1000 km del Nürburgring
| Anno    | Scuderia         | Costruttore | Vettura           | Numero | Categoria | Classe | Co-Pilota          | Giri | Risultato assoluto | Risultato di classe |
| ------- | ---------------- | ----------- | ----------------- | ------ | --------- | ------ | ------------------ | ---- | ------------------ | ------------------- |
| 1953    | Scuderia Lancia  | Lancia      | Lancia D20        | 7      | Sport     | S      | Giovanni Bracco    | 0    | Rit                | Rit                 |
| 1956    | Scuderia Ferrari | Ferrari     | Ferrari 860 Monza | 1      | Sport     | S +2.0 | Juan Manuel Fangio | 44   | 2º                 | 2º                  |
| Legenda |                  |             |                   |        |           |        |                    |      |                    |                     |

#### Mille Miglia
| Anno    | Scuderia            | Costruttore | Vettura                          | Numero | Categoria | Classe | Meccanico        | Risultato assoluto | Risultato di classe |
| ------- | ------------------- | ----------- | -------------------------------- | ------ | --------- | ------ | ---------------- | ------------------ | ------------------- |
| 1951    | Scuderia Guastella  | Ferrari     | Ferrari 166 MM Barchetta Touring | 340    | Sport     | S 2.0  | Giuseppe Rota    | 50º                | 6º                  |
| 1952    |                     | Ferrari     | Ferrari 225 S Barchetta Touring  | 629    | Sport     | S +2.0 | Annibale Broglia | Rit                | Rit                 |
| 1953    | Eugenio Castellotti | Ferrari     | Ferrari 340 Mexico Vignale       | 637    | Sport     | S +2.0 | Ivo Regosa       | Rit                | Rit                 |
| 1954    | Scuderia Lancia     | Lancia      | Lancia D24                       | 540    | Sport     | S +2.0 |                  | Rit                | Rit                 |
| 1955    |                     | Ferrari     | Ferrari 121 LM                   | 723    | Sport     | S +2.0 |                  | Rit                | Rit                 |
| 1956    | Scuderia Ferrari    | Ferrari     | Ferrari 290 MM Scaglietti        | 548    | Sport     | S +2.0 |                  | 1º                 | 1º                  |
| Legenda |                     |             |                                  |        |           |        |                  |                    |                     |

#### Carrera Panamericana
| Anno    | Scuderia        | Costruttore | Vettura                 | Numero | Categoria | Classe | Co-Pilota   | Giri | Risultato assoluto | Risultato di classe |
| ------- | --------------- | ----------- | ----------------------- | ------ | --------- | ------ | ----------- | ---- | ------------------ | ------------------- |
| 1953    | Scuderia Lancia | Lancia      | Lancia D23 Pinin Farina | 38     | Sport     | S +1.6 | Carlo Luoni | 8    | 3º                 | 3º                  |
| Legenda |                 |             |                         |        |           |        |             |      |                    |                     |

#### Targa Florio
| Anno    | Scuderia            | Costruttore | Vettura           | Numero | Categoria | Classe   | Co-Pilota     | Giri | Risultato assoluto | Risultato di classe |
| ------- | ------------------- | ----------- | ----------------- | ------ | --------- | -------- | ------------- | ---- | ------------------ | ------------------- |
| 1953    | Eugenio Castellotti | Ferrari     | Ferrari 225 S     | 52     | Sport     | S libera |               | 5    | Rit                | Rit                 |
| 1954    | Scuderia Lancia     | Lancia      | Lancia D24        | 70     | Sport     | S +2.0   |               | 4    | Rit                | Rit                 |
| 1955    | Scuderia Ferrari    | Ferrari     | Ferrari 860 Monza | 116    | Sport     | S +2.0   | Robert Manzon | 13   | 3º                 | 3º                  |
| 1956    | Scuderia Ferrari    | Ferrari     | Ferrari 860 Monza | 112    | Sport     | S +2.0   | Peter Collins | 2    | Rit                | Rit                 |
| Legenda |                     |             |                   |        |           |          |               |      |                    |                     |